# Вовнушки
Во́внушки (от ингуш. Вӏо́внашке — место оборонительных башен) — средневековый комплекс оборонно-сторожевых ингушских башен. Является уникальным памятником ингушской архитектуры, входящим в Джейрахско-Ассинский государственный историко-архитектурный и природный музей-заповедник. Расположен в высокогорном Джейрахском районе современной Ингушетии.
Башни «Вовнушки» также традиционно относят к родовым башням ингушского тейпа «Оздой».
Первые достоверные описания Вовнушек относятся к началу XVIII века.

## Описание
Вовнушки — один из средневековых башенных комплексов Ингушетии. Памятник Вовнушки состоит из трёх основных башен, две из которых стоят на вершине одной скалы и одна на противоположной скале. Башни комплекса издалека привлекают к себе внимание, хотя и расположены в живописном ущелье реки Гулойхи на фоне впечатляющих скал и хребтов Кавказа. Башни сложены из камня и выглядят как естественное продолжение скал, на вершинах которых они построены. Они представляют собой четырёхэтажные строения усеченной пирамидальной формы с плоскими крышами и узкими окнами-бойницами. Заградительные стены, перекрывающие доступ к башням, органично вписаны в естественный рельеф неприступных скал.

## Достопримечательность
В 2008 году башенный комплекс Вовнушки стал финалистом конкурсного проекта Семь чудес России, организованного газетой «Известия», телеканалом «Россия» и радиостанцией «Маяк».
В 2009 году изображение башенного комплекса Вовнушки появилось на марке Почты России «Республика Ингушетия» в серии «Регионы».
В 2010 году Банк России в серии «Памятники архитектуры» памятных монет России выпустил тиражом в 10 000 экземпляров серебряную монету с изображением одной из сторожевых башен комплекса «Вовнушки» номиналом 3 рубля и весом 31,1 граммов.

## Галерея
- Вовнушки на марке Почты России «Республика Ингушетия», Серия «Регионы». 2009
- Вовнушки на памятной монете Банка России. Серия «Памятники архитектуры». 2010
- Фотография 1910 года
- Западная башня
- Восточные башни